# Riot Pixels
Riot Pixels (с англ. — «Буйные пиксели») — независимый российский игровой интернет-портал, основанный бывшими редакторами ресурса Absolute Games 29 ноября 2012 года. На сайте публикуются новости, превью, интервью, рецензии и другие материалы, а также присутствует база игр, переведённая на более чем 10 языков.

## История
В 2011 году портал Absolute Games был приобретён компанией «Рамблер-Игры», которая сделала его дочерним порталом Kanobu Media. Осенью 2012 года руководство «Канобу» решило реорганизовать Absolute Games, а также, со слов редакторов ресурса, временно урезало гонорары внештатным авторам в два раза. Поскольку снижение зарплат касалось большей части сотрудников сайта, это привело к масштабному конфликту между двумя порталами. 29 ноября 2012 года команда Absolute Games опубликовала официальное заявление, в котором объявила об уходе из проекта в полном составе. 
Ушедшие авторы в тот же день запустили собственный портал, в конечном итоге получивший название Riot Pixels. В перешедшей команде было около 20 человек, в том числе редакторы, программисты, ведущие базы и новостных лент; возглавлял команду Андрей «Zombiek» Шевченко, сооснователь Absolute Games. Целью команды было создание независимого сайта, привлекающего только тех инвесторов, которые оставляют команде полный контроль над проектом. По словам Михаила Калинченкова, главного редактора портала, большинство сотрудников сайта имеют чёткую жанровую специализацию, и в подавляющем большинстве случаев заранее известно, кому на обзор попадёт выходящая игра.
На новом портале была также запущена база игр, но, в отличие от Absolute Games, она была переведена на более чем 10 языков и рассчитывалась на международный рынок. Выжимки из рецензий Riot Pixel, переведённые на английский язык, с 2013 года публиковались на сайте-агрегаторе Metacritic. По данным Alexa, сайт Riot Pixel активно посещали люди из Испании, Франции и Индии.
После валютного кризиса 2014—2015 годов доходы портала упали, что привело к постепенному прекращению развития сайта. Многие редакторы покинули команду или сместили фокус на другие проекты. Так, шеф-редактор Владимир «Nomad» Горячев сохранил свой пост, однако практически перестал писать рецензии, полностью сконцентрировавшись на локализации игр на русский язык, которой с 2001 года занимался параллельно основной работе.

## Критика
Riot Pixels, как и Absolute Games, известна скандальными рецензиями, собирающими большое количество недовольных комментариев. Кроме того, рецензии на многие выходящие игры публикуются с опозданием в несколько месяцев.